# Cascata de São Nicolau
Die Cascata de São Nicolau ist ein Wasserfall auf der Insel São Tomé im Inselstaat São Tomé und Príncipe.
Der Wasserfall liegt im Distrikt Mé-Zóchi an der Straße von Nova Moca nach São Nicolau auf einer Höhe von ca. 930 m. Das Tosbecken des idyllisch gelegenen Wasserfalls ist über eine Treppe von der nahegelegenen Straße aus erreichbar.